# Jazz & The City
Jazz & The City (früher: Jazz in der Altstadt) ist ein Musikfestival in Salzburg, welches seit dem Jahr 2000 jährlich Ende Oktober/Anfang November in der Salzburger Altstadt bei freiem Eintritt stattfindet.
Fanden im ersten Jahr noch 18 Konzerte an 5 Tagen statt, so gab es im Jahr 2007, bei der 8. Auflage, mehr als 70 Konzerte in 50 verschiedenen Spielstätten, in den Clubs und Lokalen sowie auf den Plätzen der Salzburger Altstadt.
Neben dem Salzburger Who-is-who der Jazzszene traten im Jahr 2007 erstmals auch international erfolgreiche Acts auf. Neben den Virtuosen Howard Levy und Michael Riessler traten auch der österreichische Gipsy-Jazzgitarrist Harri Stojka, Fusion-Saxophonist Bill Evans und Fred Wesley mit seiner Funkband auf. In einem Schwerpunkt wurden 7 Jazzprojekte aus Bern vorgestellt. Musiker aus Österreich, Deutschland, Ungarn, aus der Schweiz und aus den USA, präsentierten den vielen Zuhörern ihre Musik.